# Рахела Албахари Перишић
Рахела Албахари Перишић (Сански Мост, 1922 - 21. април 2017. Београд) учесник Народноослободилачке борбе, друштвено-политички радник СФРЈ. Носилац је Партизанске споменице 1941.

## Биографија
Породица Албахари је живјела у једноспратној кући у Санском Мосту. На горњем спрату налазио се стан, а у приземљу куће њен отац и стриц Јакоб су држали продавницу. Њен стриц је живио у кући поред њихове. Њена стрина Рена је била рођена сестра њене мајке. Тако да су ове двије породице живјеле попут једне.
Велики број Јевреја живео живио је у Санском Мосту. Многи од њих су били: трговци, занатлије, апотекари, адвокати итд. Била је то углавном сложна заједница која се окупљала око свог храма, смјештеног у једној старој и скромној згради, гдје су обиљежавали своје празнике. Пошто посао са продавницом није најбоље ишао, породица се сели из Санског моста у 12 километара удаљену Лушцу Паланку. Док њен стриц Јакоб са породицом одлази у Сарајево.
Били су једина јеврејска породица у Лушци Паланци. Отац јој је као друштвен човјек брзо стекао велики број пријатеља. Убрзо након доласка он оснива прву библиотеку и читаоницу као и групу свирача на мандолинама. Док јој је мајка другим женама помагала савјетима о вођењу домаћинства и бригом о дјеци.

## Школовање
Рахела и њене сестре Флора и Јудита су кренуле у локалну основну школу. Пошто у Лушци није било синагоге породица је одлазила у Сански Мост да прослави Раш Хашану, Сукот и Пасху. У Санском Мосту би боравили код рођака Аврама Мазалте Атијаса. Током школских дана било је пријатних и непријатних тренутака, јер су једине биле Јеврејке. Понекад би их дјеца назвала "ћивутима" што је погрдан назив за Јевреје изведен из турског језика, а значи "ђаволи". Када би се пожалиле родитељима, они би им говорили да треба да буду скромне и да се не издвајају.
Како посао ни у Лушци Паланци није био успјешан породица се 1930. пресељава у Дрвар који је био јак индустријски центар. Ту се налазила фабрика целулозе и велика пилана. Велики број људи је био запослен у дрвној индустрији. И овдје су били једина јеврејска породица, али су брзо стекли широки круг пријатеља. Посао је кренуо, њен отац је купио и извјесни број акција локалних предузећа па се дио новца могао уштедити.
Након завршетка основне школе, Рахела и њене сестре школовање настављају у Бањој Луци јер у Дрвару није било средње школе. Живјели су код стрица Јакоба и његове супруге Рене који су се у међувремену из Сарајева преселили у Бања Луку. Како посао који је водио Јакоб није ишао најбоље, Рахелин отац им је материјално помагао. Заједно са сестрама Рахела постаје члан Ционистичке омладинске задруге. У Бањој Луци је постојао велики сефардски храм, а поред њега и простор за активности јеврејске омладине под називом Кен. У Кену су учили хебрејски језик, јеврејску историју, пјесме, разне игре и организовали излете у околини Бање Луке.
Крајем тридесетих година XX вијека могло се наслутити да долазе лоша времена. Након аншлуса Аустрије од стране нацистичке Њемачке велики број Јевреја долази у Бања Луку. Рахелин стриц Саломон Леви је примио код себе једну од тих породица.
Талас антисемитизма је директно погодио и Рахелу. Она је школску 1940-1941 годину уписала у Приједору. Њен професор историје Мишковић био је антисемита и симпатизер фашизма. Увијек ју је вријеђао и понижавао пред цијелим разредом. Готово након сваког часа историје Рахела је плакала. Њена три пријатеља Света Поповић, Јоца Стефановић и Милан Марковић били су јој велика подршка и утјеха. Говорили су јој: „Не дозволи да те повриједи, дигни главу виоко, буди поносна. Не дозволи да те фашиста натјера да патиш“.
Тада је на снази већ био Нумерус Клаусус закон који је ограничавао број јеврејске дјеце која могу да иду у школу. Овај закон је посебно био ригорозан према старијој дјеци која се требала да упишу више разреде гимназије. Тако се на једном учитељском састанку повела расправа и о Рахели и директор школе је инсистирао да се она избаци, али су се томе успротивили професори физике госпођа Косовка, географије и књижевности господин Ђуровић. Њихов аргумент је био да је боље да се избаци неки млађи ученик који би се могао пребацити у трговачку школу или на занат него неко ко је пред матуром. Рахела на крају није избачена а за овај инцидент је сазнала током рата од једног професора.

## Други свјетски рат
Након Априлског рата и окупације Краљевине Југославије у Дрвар је ушла њемачка јединица. Ускоро су усташе ухапсиле Рахелиног оца, мајку, сестру Јудиту и једнаестогодишњег млађег брата Морица и одвеле их у логор у Босанском Петровцу. У тренутку хапшења њене породице Рахела се налазила код своје тетке. Усташе су долазиле и говорили јој да мора да је преда и да је пошаље у логор. Рахела је побјегла и сакрила се у оближњим селима, али су је усташе ипак ухапсиле и одвеле у затвор. Међутим, ускоро је ослобођена од стране Срба који су дигли устанак и ослободили Дрвар. По ослобађању Рахела се пријавила да помаже у болници у Дрвару јер је прије рата завршила курс прве помоћи. Ту је, као љекар радио Саломон Леви. Од тада је Рахела постала борац против фашизма. Била је болничарка у Дрварском одреду, а од децембра 1943. водни делегат у 10. крајишкој бригади. Била је активна у СКОЈ-у и Антифашистичком фронту жена. Изабрана је за ОК СКОЈ-а и ПК СКОЈ-а. Као активисткиња СКОЈ-a радила је на политичком и просветном плану са омладином. Учествовала је у организовању Прве земаљске конференције АФЖ Југославије која је одржана у Босанском Петровцу од 5. до 7. децембра. Децембра 1942. водила је курс АФЖ. Сусретала се са бројним познатим чланицама попут Марије Бурсаћ, Цане Бабовић, Мире Мораче, Босе Јуринчић.
Једном приликом, након напада непријатеља на ослобођену територију, народ је почео панично да бјежи. Многе мајке су побјегле са дјецом, али је извјестан број остао у селу. Рахела, која је у то вријеме била припадник 10. крајишке бригаде је скупила ову дјецу и одвела их на сигурно чиме их спасила од сигурне смрти. Ова дјеца су смјештена у дјечији дом у Лици који је успостављен током рата. За овај подвиг Рахела је одликована орденом за храброст. До краја рата 1945. обављала је мноштво различитих функција.
Њена породица је из логора у Босанском Петровцу требала бити пребачена у логор Јасеновац. Приликом транспорта на станици у Приједору успјели су да искористе непажњу чувара и да побјегну. Успјели су да се возом пребаце до Санског Моста, гдје су се неко вријеме сакривали. Циљ им је био да се врате у Дрвар, који је тада био у саставу италијанске окупационе зоне и гдје није било прогона Јевреја. Успјели су доћи у Дрвар. Њени родитељи су илегално помагали НОПЈ док су се сетра и брат прикључили партизанима.
Ратни напори, глад, пјешачење су исрпили Рахелу. Ослабљена добила је упалу плућа 1944. Због тога је пребачена на слободну територију ради опоравка. Након опоравка укључила се у рад омладинских организација у Босанском Петровац, Грахову, Јајцу и Травнику. У то вријеме постаје дио највишег руководства Уједињеног савеза антифашистичке омладине Југославије за Босну и Херцеговину. Радила је на транспорту и збрињавању рањеника, снадбијевању војске, али и описмењавању и образовању омладине. Вијест о ослобађању Београда 1945. затекла ју је у Бугојну.

## Послијератни период
Породица Албахари се поново окупила у Сарајеву 1945. Отац срећан што су сви живи и поново заједно је рекао: „Дјецо, не брините докле год је глава на раменима, почећемо све изнова и створићемо све“.
Након рата Рахела је наставила школовање, похађала је курсеве у трајању од једне године и тако је завршила гимназију. Учествује у изградњи пруге Брчко – Бановићи 1943. гдје упознаје Илију Перишића, који је у то вријеме био активан у ваздухопловству. Њихова љубав крунисана је браком 1950. Иако је њихов отац желио да му зетови буду Јевреји, све ћерке су му се удале за Србе. Упркос својој личној жељи поштовао је њихов избор.
Њен супруг, Илија, је ишао у вишу војну школу и стекао диплому из политичких наука. Цијели свој радни вијек провео је у РВ и ПВО. Пензионисан је у чину генерал-пуковника. Из Сарајева се селе у Београд. Рахела се уписала на двогодишњи учитељски факултет. У тренутку кад је дипломирала супруг је пребачен у Ниш тако да је и њен први посао као учитељице био у Нишу. У Нишу су живјели седам година, а Рахела је повремено радила у Музеју НОБ у Нишу.
У Београд се враћају 1959. Рахела почиње да ради у Институту за историју радничког покрета. Ту је радила све до 1969. када је пензионисана. Орден рада са црвеном заставом добила је 1974. Преминула је 21. априла 2017. у Београду.